# Luisa Adelaida de Borbón-Conti
Luisa Adelaida de Borbón-Conti (Hotel de Conti, 2 de noviembre de 1696 - París, 20 de noviembre de 1750). Princesa de Conti. Hija de Francisco Luis de Borbón-Conti y María Teresa de Borbón-Condé.

## Biografía
Luisa Adelaida era la tercera de los hijos que sobrevivieron de la devota María Teresa de Borbón-Condé y de su marido Francisco Luis de Borbón-Conti. Su padre no correspondía el amor de su esposa y tenía fama de libertino, teniendo numerosas relaciones con personas de ambos sexos; su conducta creó grandes tensiones en el interior de la familia. Su hermana mayor era María Ana, futura duquesa consorte de Luis Enrique Duque de Borbón, y su hermano mayor era Luis Armando, futuro príncipe de Conti.
Fue bautizada el 16 de febrero de 1707 en la Capilla del Palacio de Versalles, y nombrada en honor de Luis, delfín de Francia y de María Adelaida de Saboya.
Luisa Adelaida era Princesa de Sangre, y desde su nacimiento hasta su muerte era conocida como Mademoiselle de La Roche-sur-Yon.
Su madre tuvo una difícil relación con sus hijos y vivía retirada en las muchas residencias que la pareja tenía, principalmente en el Castillo de L'Isle-Adam. Tras quedar viuda, la familia se reconcilió.
Mademoiselle de La Roche-sur-Yon,  nunca se casó, aunque en 1728 se pensó que se casaría con Estanislao I Leszczynski, ex rey de Polonia. Falleció en París a la edad de 54 años.